# 危機対応特別目的海兵空地任務部隊 (アフリカ)
危機対応特別目的海兵空地任務部隊-アフリカ（ききたいおうとくべつもくてきかいへいくうちにんむぶたい-あふりか、英語:  Special Purpose Marine Air-Ground Task Force – Crisis Response – Africa,SPMAGTF-CR-AF）は、アメリカ海兵隊の海兵空地任務部隊の一つ。アフリカ軍の指揮下で、在外米国人の保護などにあたる。この空地一体型機動部隊は命令一下で直ちに北アフリカ地域に展開できる。

## 概要
2013年、前年の2012年起きた在リビア・ベンガジ米国領事館襲撃事件で迅速な対応ができなかったことを教訓に、リチャード・トライオン海兵中将はV-22垂直離着陸輸送機に乗り長距離機動する海兵中隊を投入してアフリカでの危機に対応することを主目的とした危機対応特別目的海兵空地任務部隊の編成を発表する。
しかし、この部隊は世界的展開をする強襲揚陸艦に依存しない代わりに近傍に地上拠点の確保が必要であるため政治的アプローチを必要とする。このため、活動拠点を求めて外交交渉が行われ。最終的に候補地はスペインのモロン空軍基地とイタリアのシゴネラ海軍航空基地に絞られ、スペインが活動拠点に選ばれる。任務部隊は2013年4月27日に大西洋を横断飛行してモロン空軍基地に自力展開した。
アメリカ海兵隊報道官エリック・フラナガン海兵大尉はアフリカ地域でのアメリカ大使館の初動防護や在外アメリカ人の避難、人道および災害支援を提供できる初の緊急展開任務部隊であると明言した。

## 規模
危機対応特別目的海兵空地任務部隊は海兵550人規模で構成され、海兵偵察中隊を基に増強海兵小銃中隊を中核に通信、情報、CYBERCOM能力、そして兵站機能を有する。
大型装備にはMV-22B垂直離着陸輸送機6機、KC-130空中給油機2機を装備し、スペイン・モロン空軍基地を拠点に活動を始める。